# أريك موريس
أريك موريس (بالإنجليزية: Aric Morris)‏ هو لاعب كرة قدم أمريكية أمريكي، ولد في 22 يوليو 1977 في وينستون-سالم في الولايات المتحدة.

## وصلات خارجية
- أريك موريس على موقع مرجع كرة القدم المحترفة.كوم (الإنجليزية)